# Arapaso jezik
Arapaso jezik (arapaço, araspaso, koneá; ISO 639-3: arj), jezik Arapáso Indijanaca iz brazilske države Amazonas sa srednjeg toka rijeke Rio Uaupés. Etnička populacija iznosi 268 (1992 ALEM), ali ovim jezikom više izgleda nitko ne govori.
Arapaso je pripadao porodici tukano

## Vanjske poveznice
- Ethnologue (14th)
- Ethnologue (15th)